# إيغور أرسينييفيتش
إيغور أرسينييفيتش هو لاعب كرة قدم صربي في مركز الوسط، ولد في 29 مايو 1986 في بلغراد في صربيا. لعب مع نادي بوكاي.

## وصلات خارجية
- إيغور أرسينييفيتش على موقع قاعدة بيانات كرة القدم.إي يو (الإنجليزية)
- إيغور أرسينييفيتش على موقع Soccerway.com (الإنجليزية)